# ماجيروس
ماجيروس (بالألمانية: Magirus) هي شركة تصنيع شاحنات مقرها في أولم، ألمانيا، أسسها كونراد ديتريش ماجيروس (1824-1895). كانت الشركة الأم شركة Klöckner Humboldt Deutz AG الشركة المصنعة لمحركات Deutz المعروفة، لذلك كانت العلامة التجارية الشائعة الاستخدام Magirus Deutz، وKlöckner لفترة قصيرة. كان شعار Magirus Deutz من حرف M.
بدأت الشركة في تصنيع سيارات مكافحة الحرائق في عام 1866. في أواخر عام 1910، بدأت إنتاج الشاحنات والحافلات. طورت هذه المركبات سمعة لمعايير هندسية عالية، قادرة على العمل في ظل أكثر الظروف صعوبة. اخترعت الشركة أيضًا سلم القرص الدوار، باسم Magirus Leiter، الذي سرعان ما أصبح عنصرًا أساسيًا في معدات إطفاء الحرائق في جميع أنحاء العالم.
في عام 1975، أصبحت Magirus جزءًا من إيفيكو التي واصلت إنتاج بعض شاحنات Magirus لفترة قصيرة تحت اسم "Iveco Magirus" قبل التخلي عنها تمامًا في معظم البلدان. انتهى تعاون KHD مع شركة فيات بشكل مفاجئ في عام 1979، تاركًا لشركة فيات كمالك لعلامة Magirus-Deutz. ومع ذلك، تم بيع شاحنات إفيكو تحت علامة Magirus في ألمانيا وغيرها من الأسواق الأوروبية والشرق أوسطية حتى نهاية الثمانينيات. اليوم، يتم استخدام العلامة التجارية Magirus لقسم معدات مكافحة الحرائق في الشركة، وليس أسطول كامل من الشاحنات المصنعة.
تُعرف معظم الشاحنات من Magirus أيضًا باسم Magirus-Deutz نظرًا لأن محركها المبرد بالهواء جاء من مصنع Deutz AG. لا تزال تباع هذه المحركات للاستخدام الزراعي والبحري.

## منتجات

### المنتجات الحالية
- إيفيكو ماجيروس يوروكارجو
- إيفيكو ماجيروس ستراليس
- ايفيكو ماجيروس تراكر
- ايفيكو ماجيروس التنين

## صالة عرض

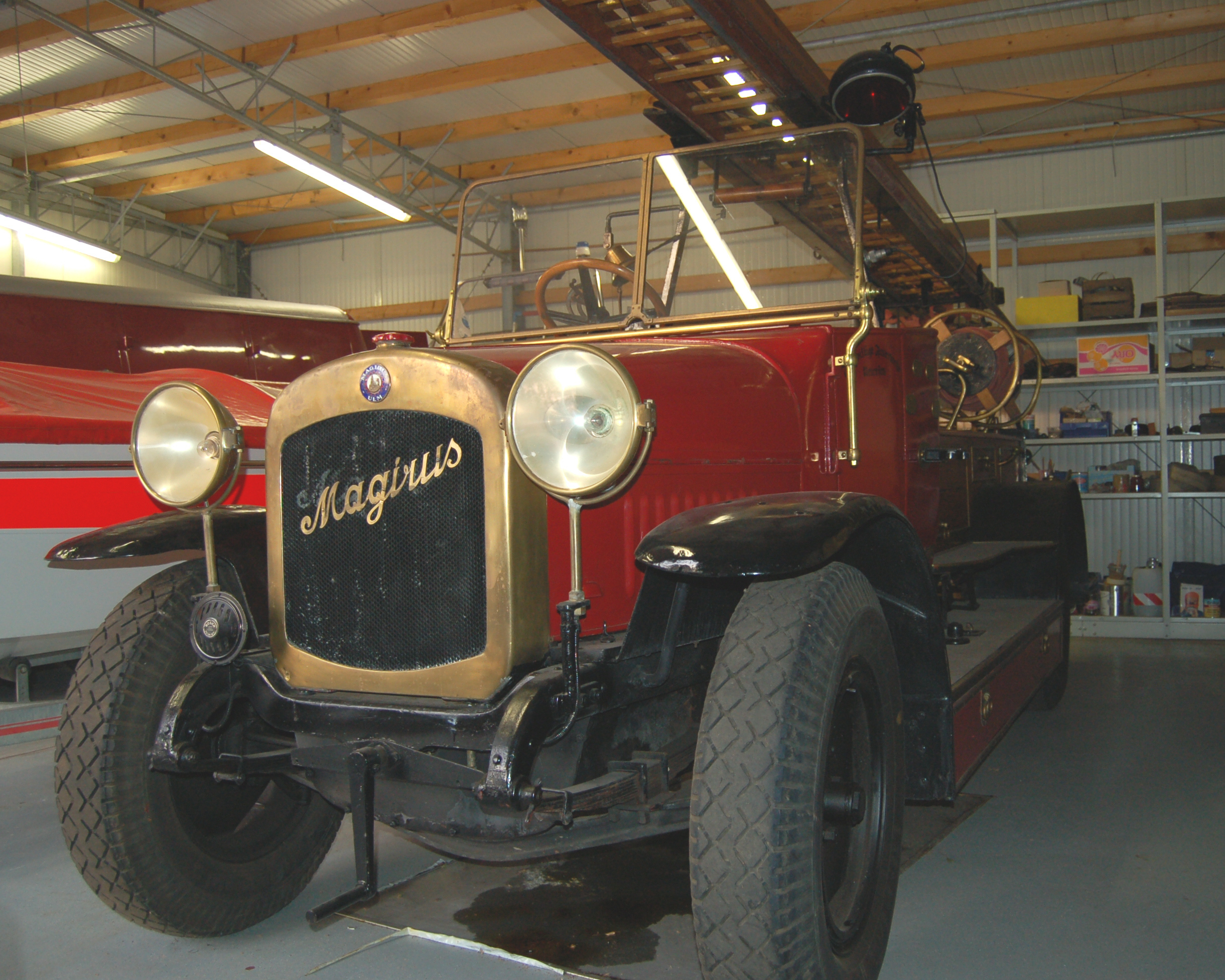
Magirus Fire Engine Model "Bayern" 1923
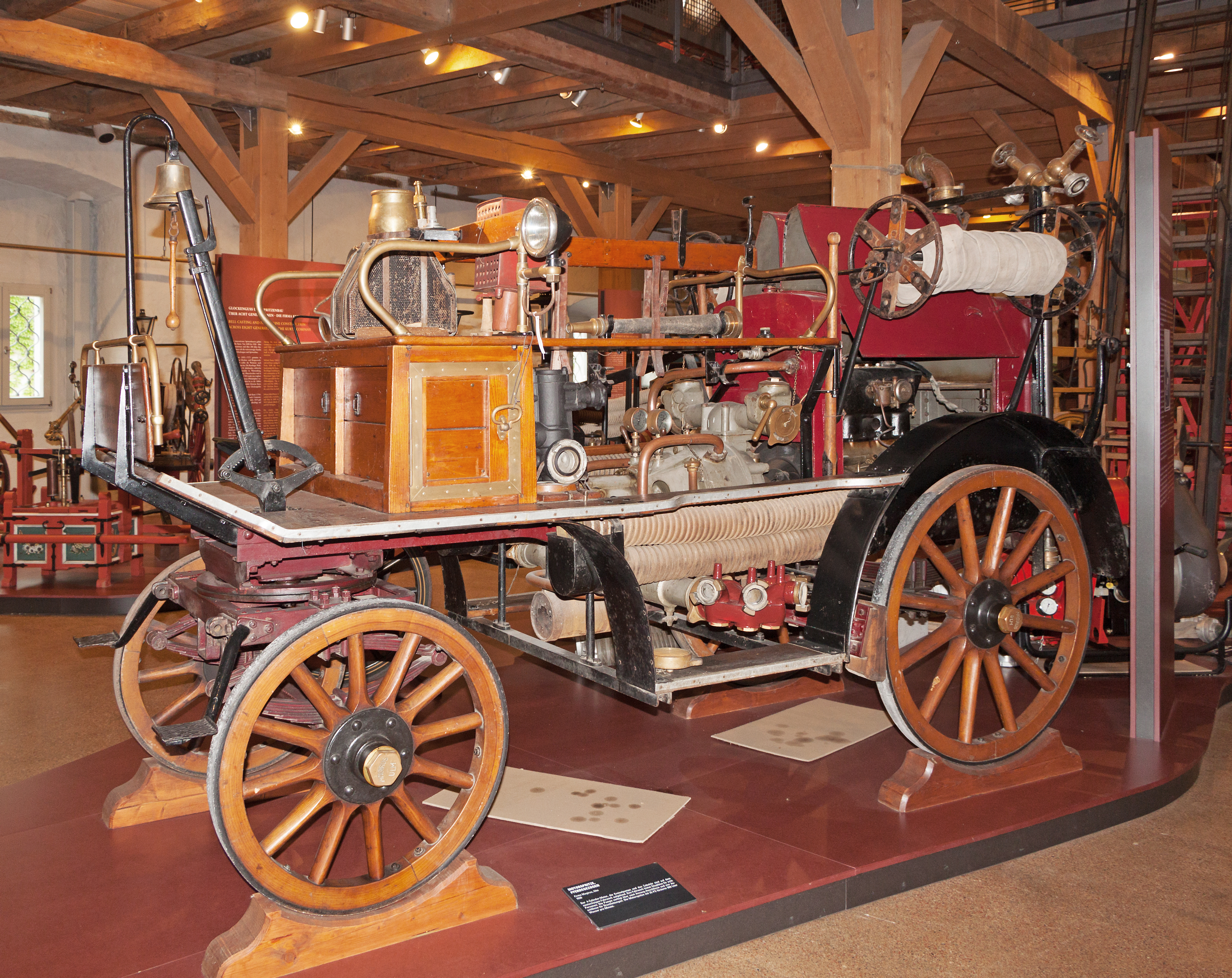
Horse drawn fire engine, 1926
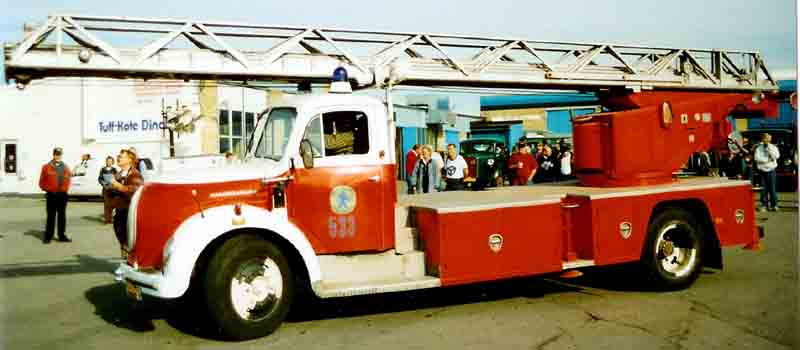
Magirus Fire Engine 1961
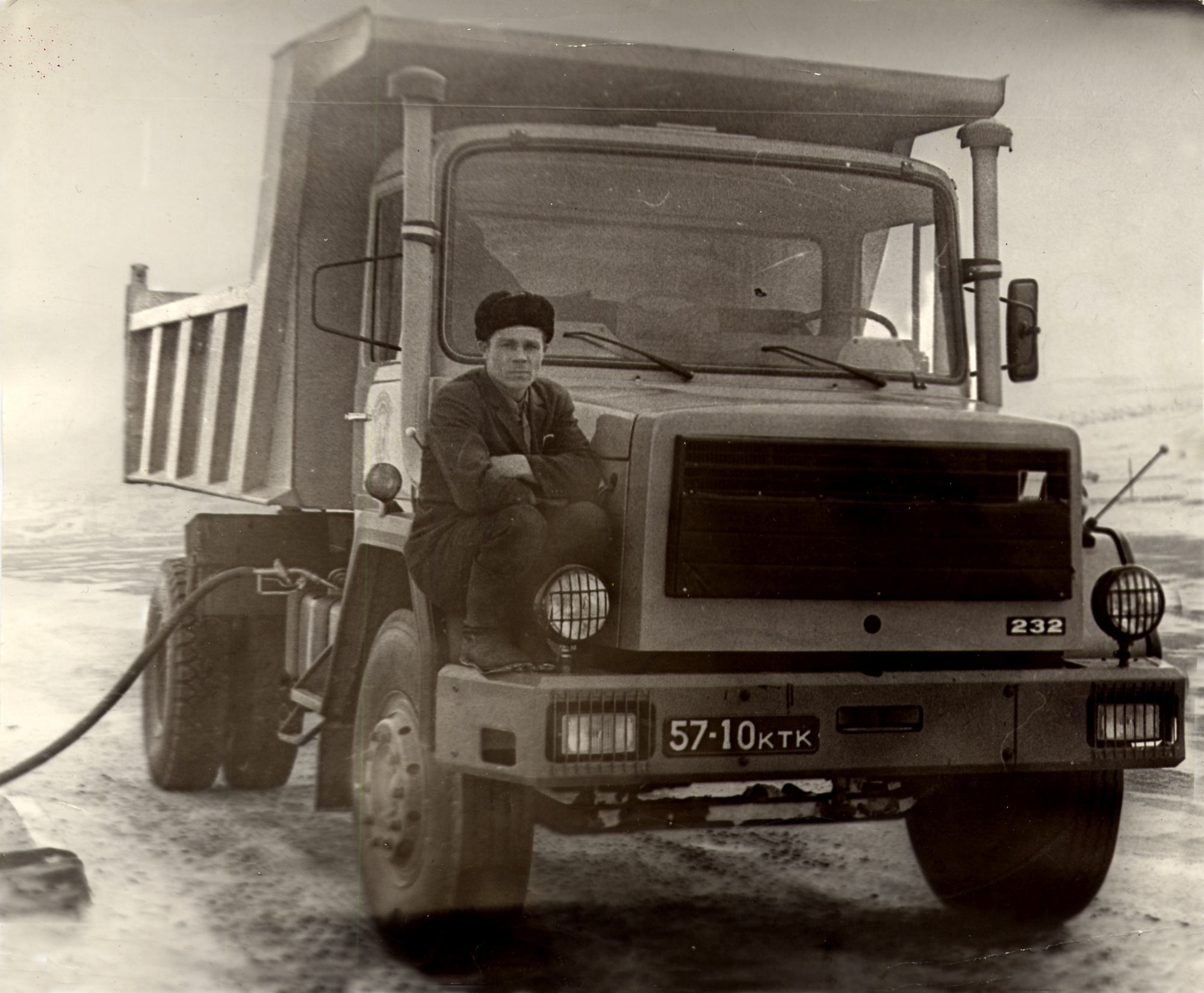
Magirus in the Soviet Union
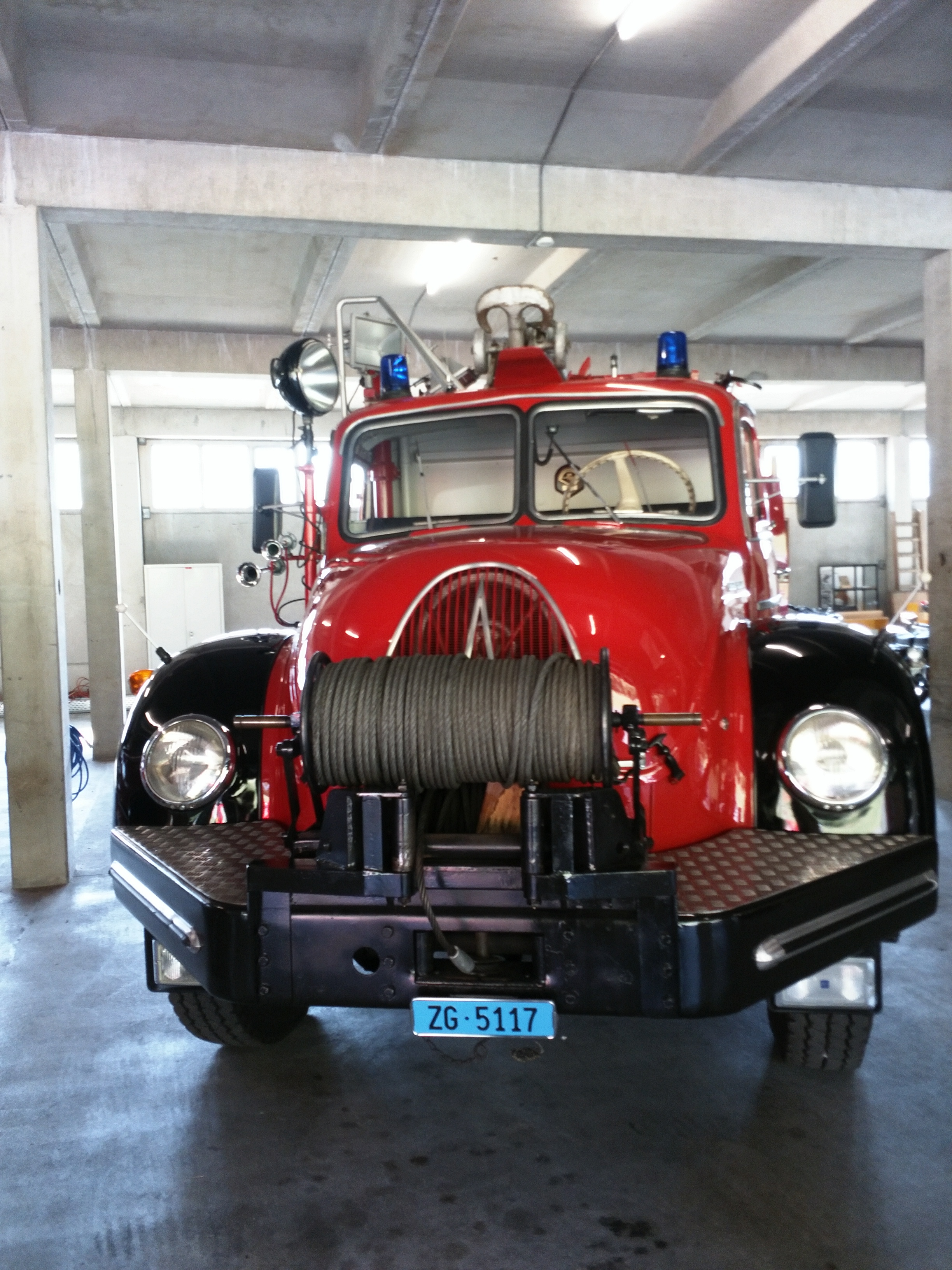
Magirus-Deutz Muni from 1957
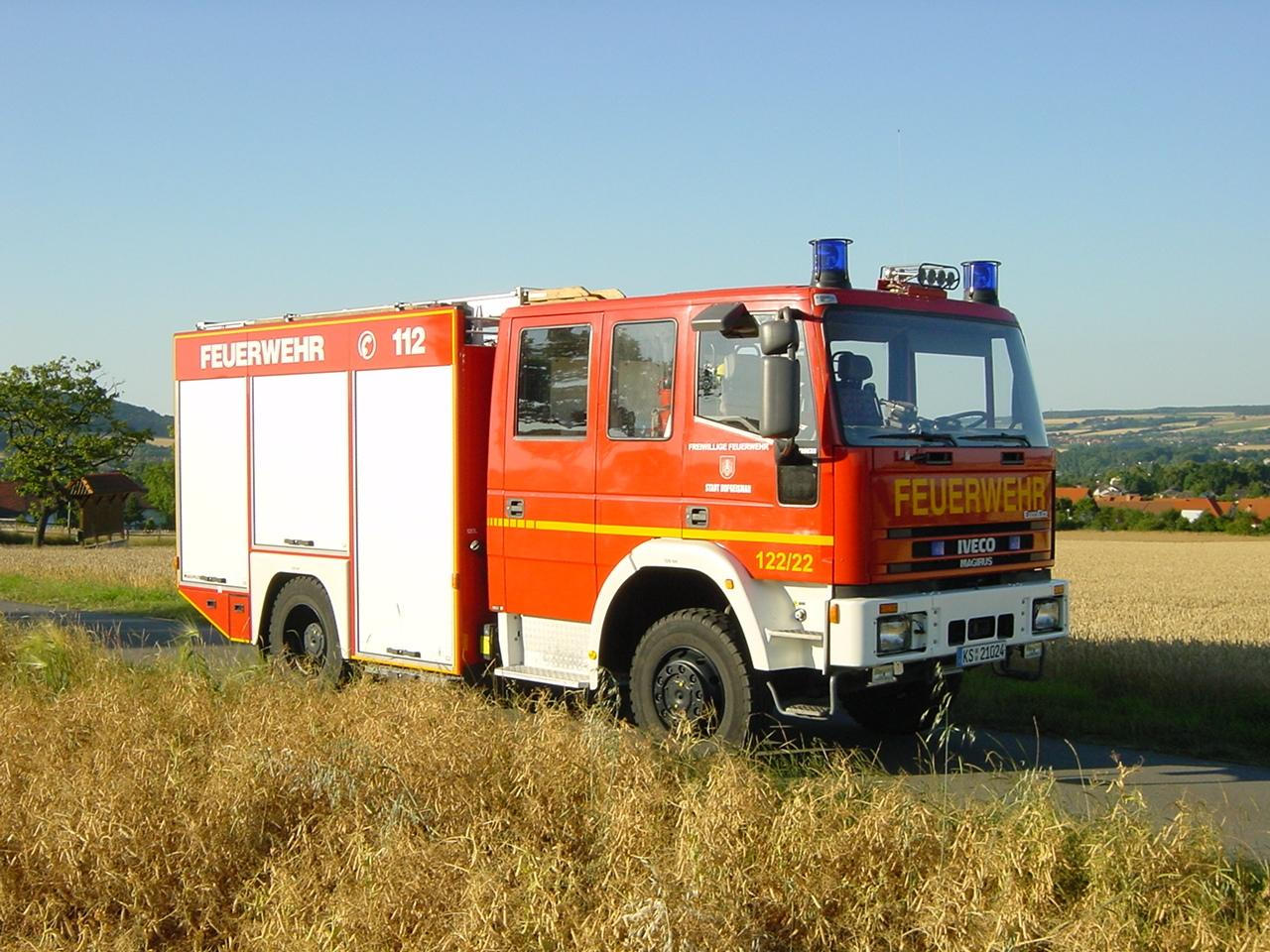
Iveco Magirus fire engine
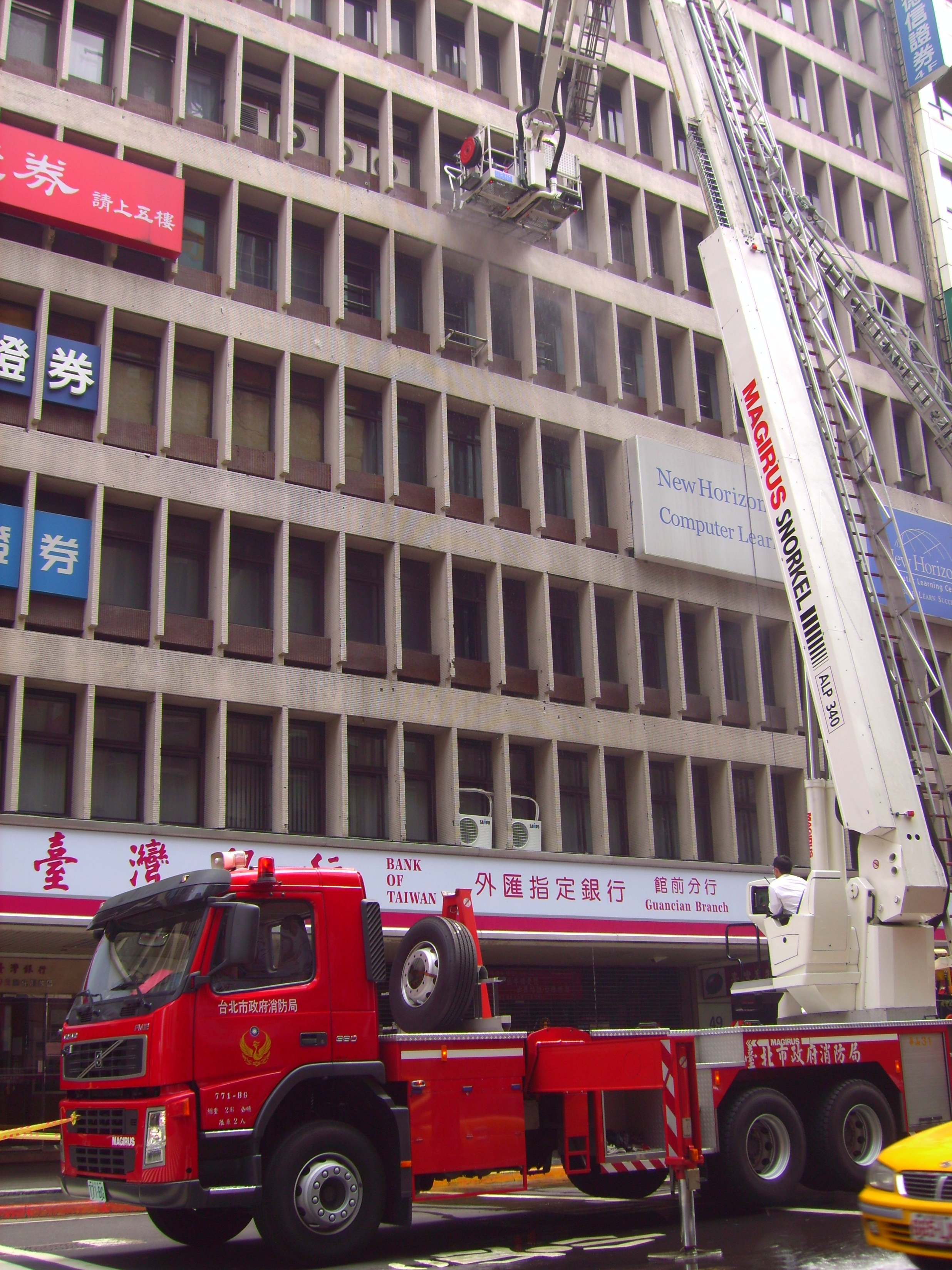
Volvo Magirus fire engine
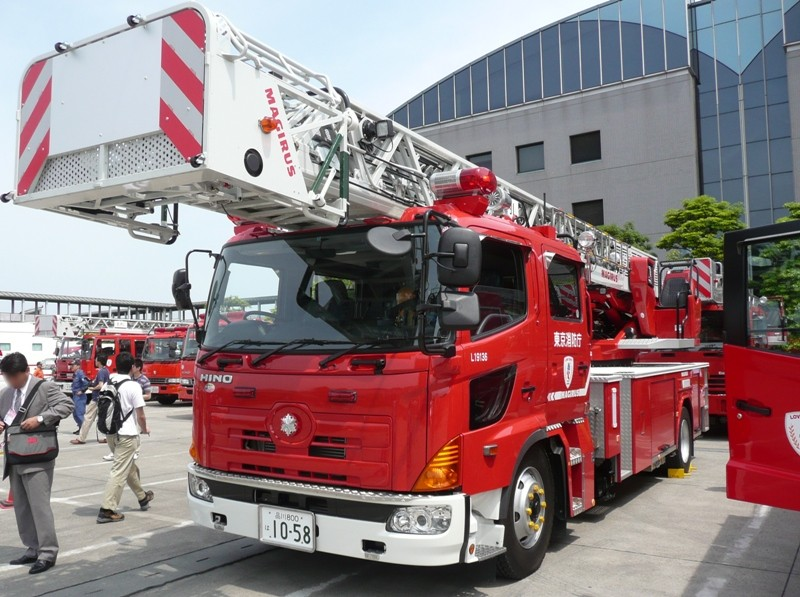
Japanese Fire Service هينو للسيارات Magirus fire engine
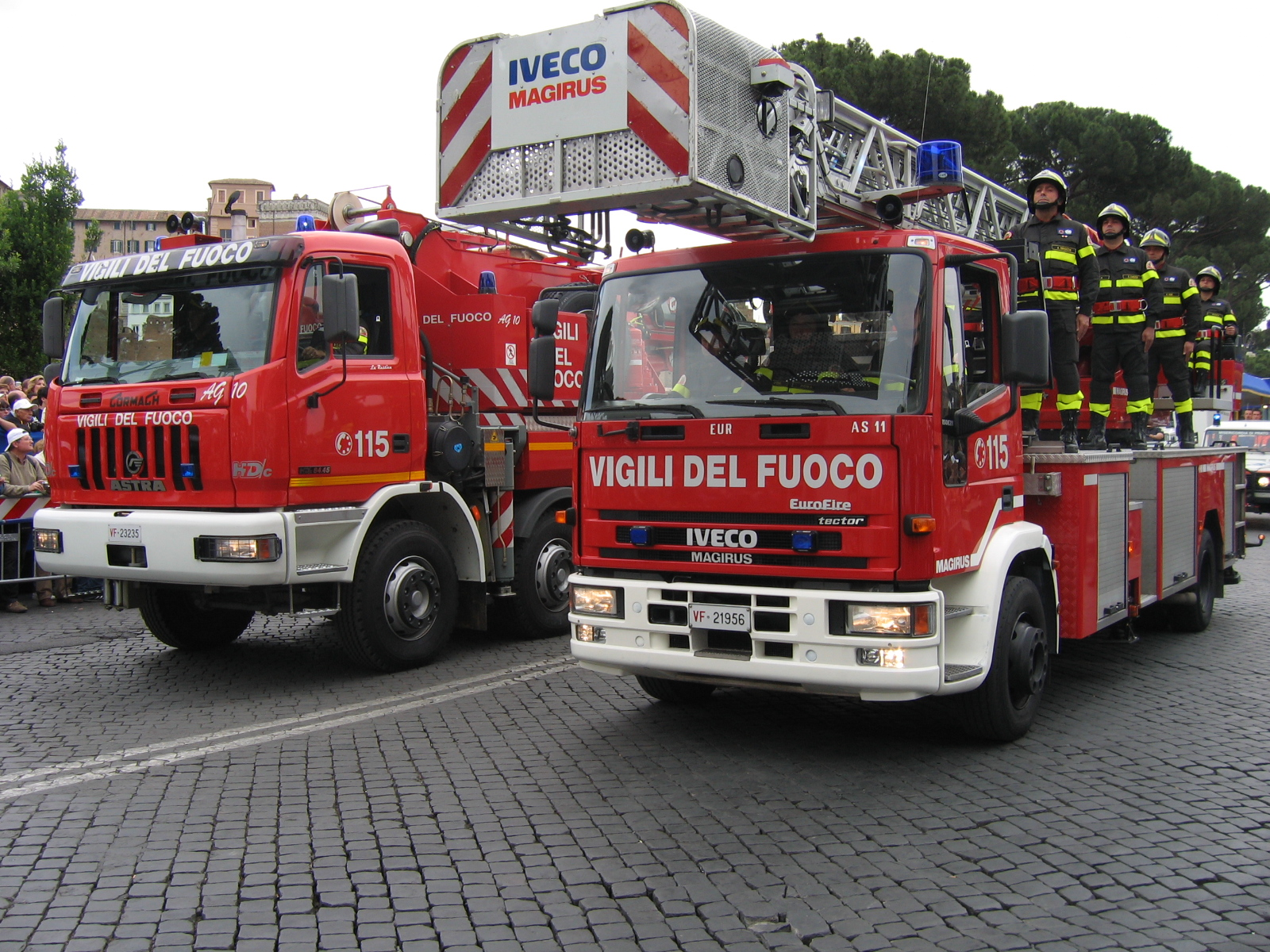
Italian Fire Service vehicles with an Astra crane on the left and a Magirus turntable ladder on the right, Army Parade in Rome, 2 June 2006.
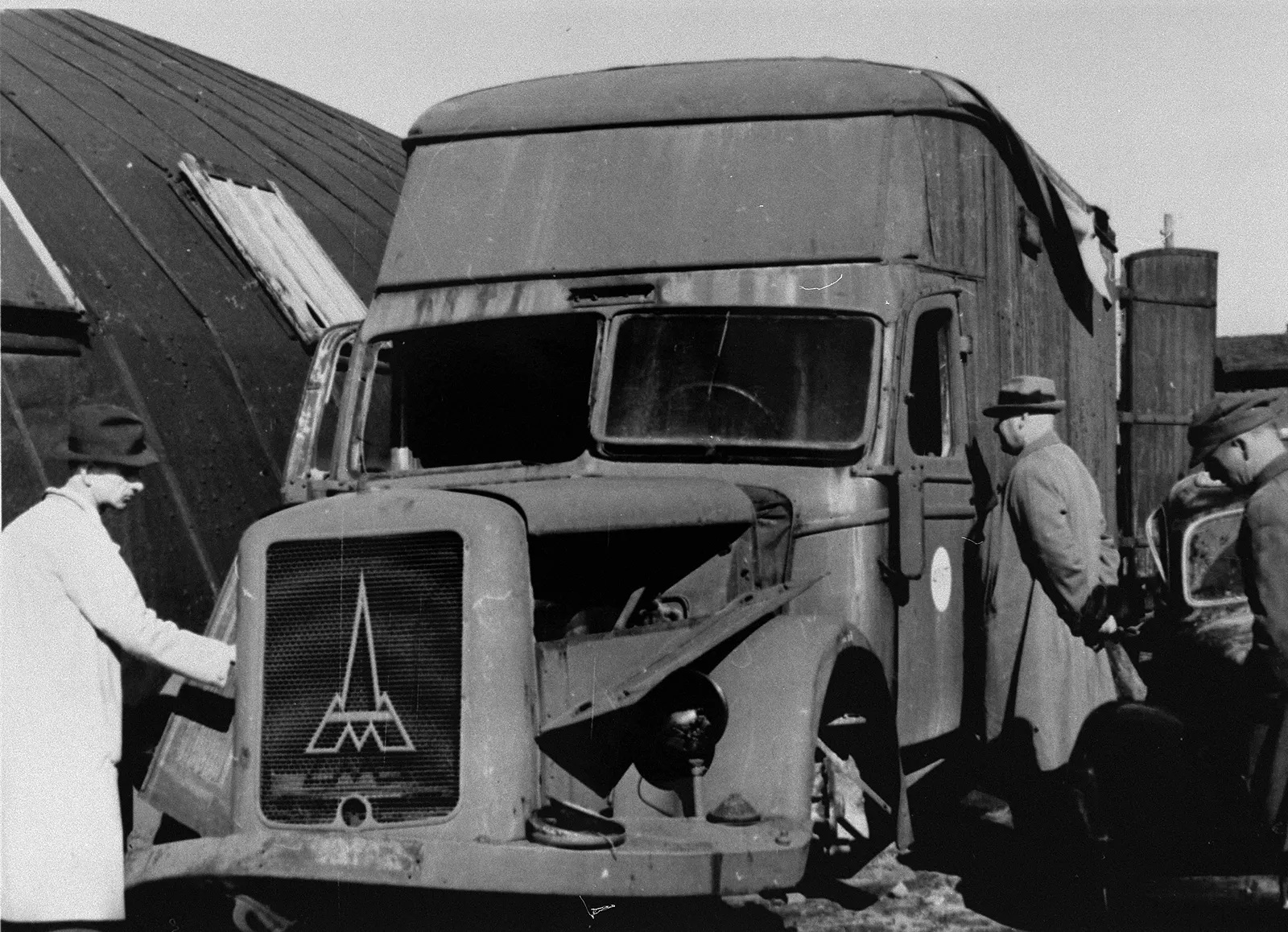
Magirus-Deutz truck, similar to those used as شاحنات الغازs in معسكر الإبادة خيلمنو
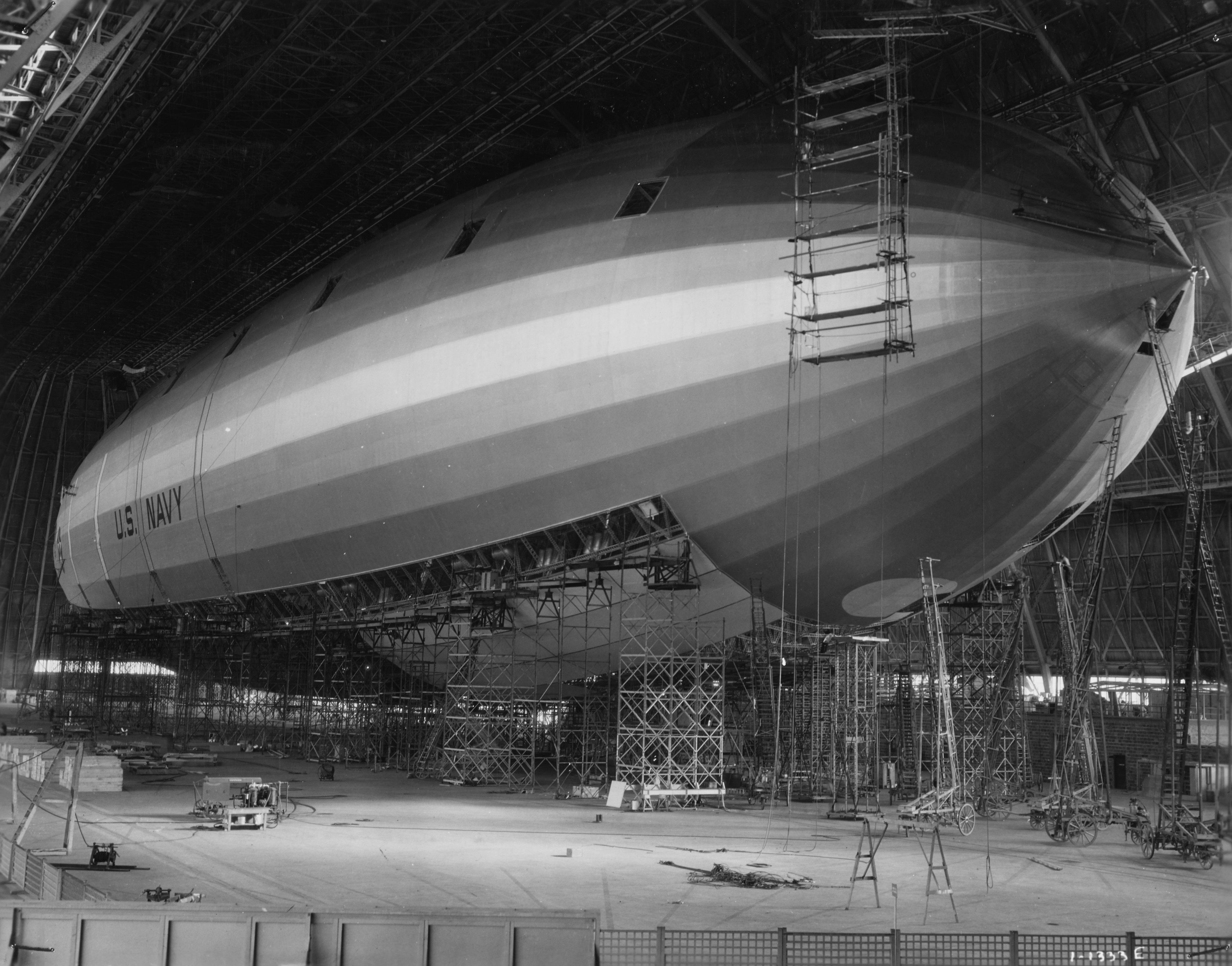
Magirus ladder on floor at front of USS Macon
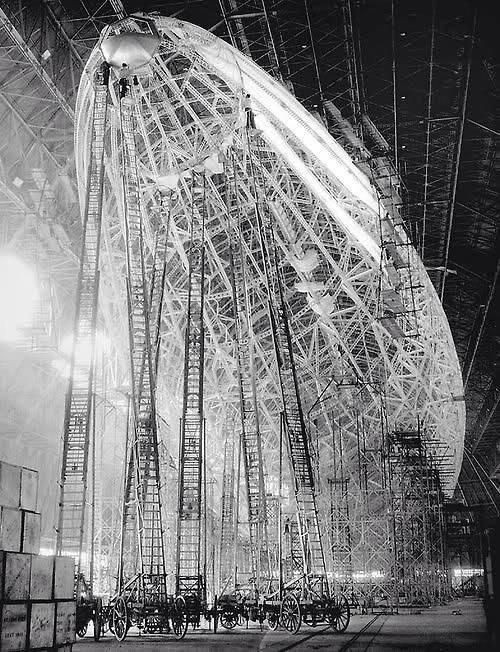
Several Magirus ladders in use on the construction of a rigid airship. (Notice men at the very top of several ladders.)
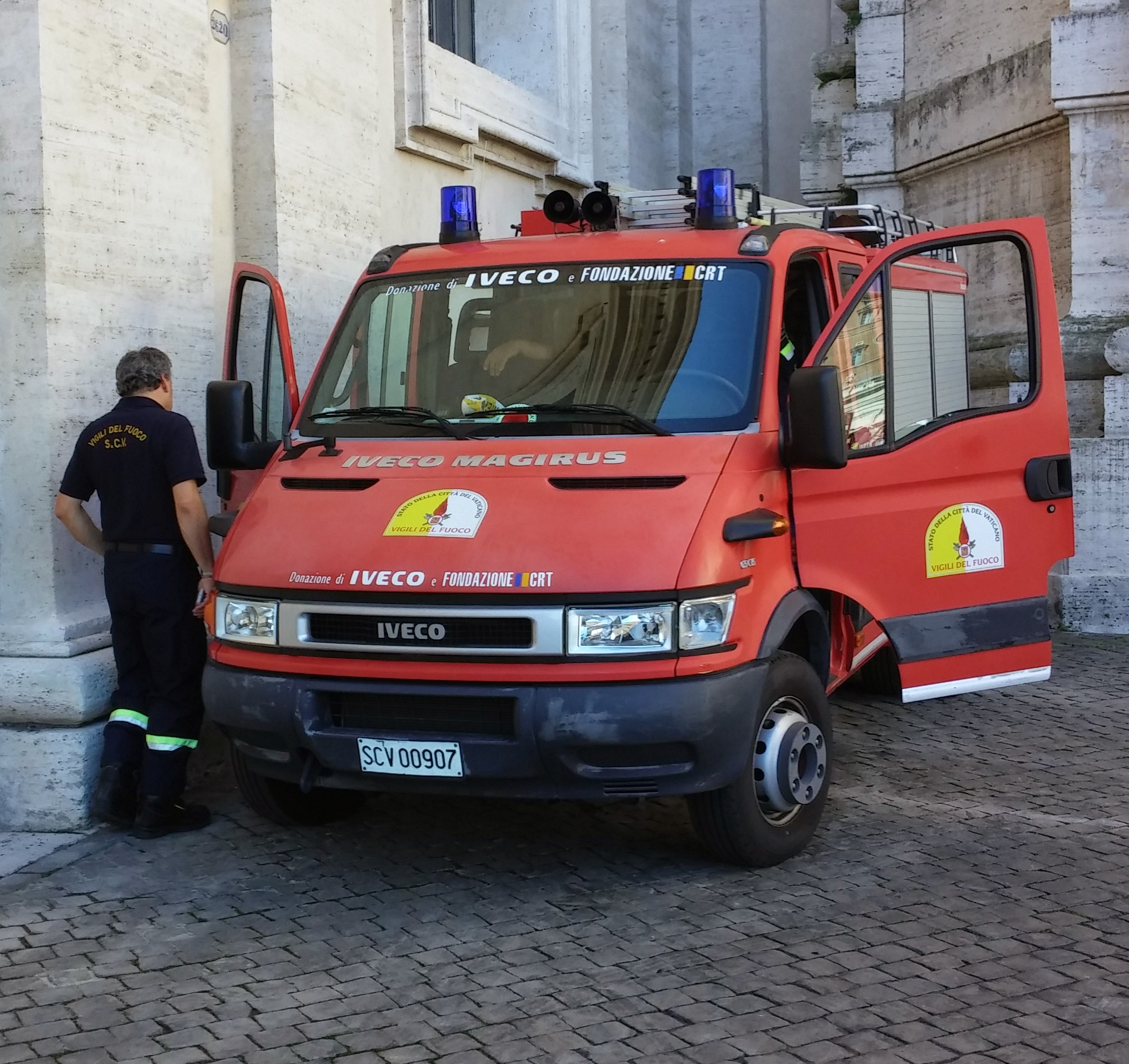
An Iveco Magirus Daily 65C15 van of the فيلق الإطفاء في دولة الفاتيكان.

## الجدول الزمني
- 1864 - أسسها كونراد ديتريش
- 1872 - 1872 سلم ثنائي العجلتين
- 1892 - سلم الدوران الأول الذي تجره الخيول 25 م
- 1904 - أول «محرك إطفاء» يعمل بالبخار بذاته
- 1916 - أول سلم أوتوماتيكي بالكامل في العالم
- 1917 - إنتاج سيارات Magirus الآلية
- 1931 - سلم الطاولة المنعطف الأول
- 1936 - فيوجن مع هومبولت-ديوتز موتورنفريك
- 1951 -
- 1953 - أول سلم دوار مع محرك هيدروليكي
- 1965 - أول هيكل شاحنة تحكم أمامي
- 1971 - أول سيارة إنقاذ RW-rail لمترو الأنفاق والسكك الحديدية المحلية
- 1972 -
- 1980 - أول سلم أسطوانات» تصميم منخفض«
- 1986 - أول سلم متحكم به على القرص الدوار
- 1987 - استحوذ على مصنع إنتاج Bachert السابق في Weisweil، ألمانيا
- 1992 : ايفيكو ميززي سبيشيال، بريشيا، إيطاليا
- 1994 - أول سلم مفصلي DLK 23-12 GL CC
- 1996 - بدء إنتاج المركبات ذات المضخات الخفيفة في Görlitz / ألمانيا
- 1997 - Lohr-Magirus في غراتس / النمسا
- 2000 - أول سلم دوار خالٍ من التذبذب (مثبت في الكمبيوتر)
- 2005 - «الألعاب النارية للتحف» في Interschutz في هانوفر
- 2007 - الجيل الجديد للهيكل المعدني AluFire 3
- 2010 - تقديم الطرز M 32 L-AT و M 33 P و SuperDragon 2 و MultiStar2 في Interschutz في Leipzig

## روابط خارجية
- ماجيروس ألمانيا